# Nieuwe Kerk (Groningen)
De Nieuwe Kerk, in de 18e eeuw ook wel Noorderkerk genoemd, is een protestantse rijksmonumentale kerk in de stad Groningen, gelegen op het Nieuwe Kerkhof in de Hortusbuurt. De naam "nieuwe" kerk is een verwijzing naar de "oude" Sint-Walburgkerk. Oorspronkelijk heette het kerkhof het Nieuwe Sint-Walburgkerkhof. De kerk staat op de noordelijkste heuvel van de Hondsrug; de Noordes of Tie (Thye).

## Beschrijving
Na de Reductie van Groningen in 1594 ontstonden er al snel plannen om de stad fors uit te breiden. De eerste plannen dateren van 1608, maar door andere prioriteiten en geldproblemen kwamen de nieuwe vestingwerken pas in 1624 klaar. In 1623 werd de plek door stadsbouwmeester Garwer Peters bestemd tot kerkhof. Hij tekende voor het ontwerp van de later weer gesloopte vier toegangspoorten naar de begraafplaats, waarvan een te zien is op een tekening van Cornelis Pronk. In 1634 werd in opdracht van het stadsbestuur door bouwmeester Johan Isenbrants een deel van het kerkhof aangewezen voor de bouw van een toekomstig kerkgebouw. De gelden waren vooralsnog niet toereikend en het zou daardoor nog decennia duren alvorens er een begin kon worden gemaakt met de bouwplannen.
In de nieuwe uitleg moest een nieuwe kerk komen naar het voorbeeld van de Noorderkerk in Amsterdam. Het is de eerste in Groningen die werd gebouwd voor de protestantse eredienst (de Martinikerk en de Der Aa-kerk waren van oorsprong katholieke kerken). In 1660 waren de gelden voor de kerk bijeengebracht en kon de bouw beginnen. De Nieuwe Kerk werd ontworpen door schilder-fabrieksmeester Conraet Roeleffs en is gebouwd in renaissancestijl met een plattegrond in de vorm van een Grieks kruis, bekroond met een kleine vieringtoren. In de oksels zijn driehoekige woningen gebouwd. De bouw werd voltooid in 1664.
Er was op het nieuwe kerkhof dus al een begraafplaats. Hier werden vroeger de pestdoden begraven (toen dus nog buiten de stad). Inmiddels heeft de begraafplaats plaatsgemaakt voor een grasveld met oude bomen.
Het orgel in de Nieuwe Kerk is in 1831 gebouwd door J.W. Timpe naar een ontwerptekening van P. van Oeckelen. Dit is opmerkelijk, omdat Van Oeckelen het orgelmakersvak waarschijnlijk juist bij Timpe geleerd heeft. Bij het ontwerp heeft Van Oeckelen zich klaarblijkelijk laten inspireren door het beroemde front van het hoofdorgel van de Grote of Sint-Bavokerk in Haarlem van Christian Müller, gelet op sommige details. Later werkten P. van Oeckelen en J. Doornbos aan het orgel, waarbij de dispositie enigszins werd gewijzigd. In de periode 1976-1980 is het gerestaureerd door de firma Ernst Leeflang. Een tweede grote restauratie volgde in 2008-2009. Het bezit 42 registers, verdeeld over hoofdwerk, rugpositief, bovenwerk en pedaal. Het bevindt zich op de orgelgalerij aan de westzijde van de kruisvormige kerk.

Ontwerptekening van de Nieuwe Kerk van de hand van Roeleffs
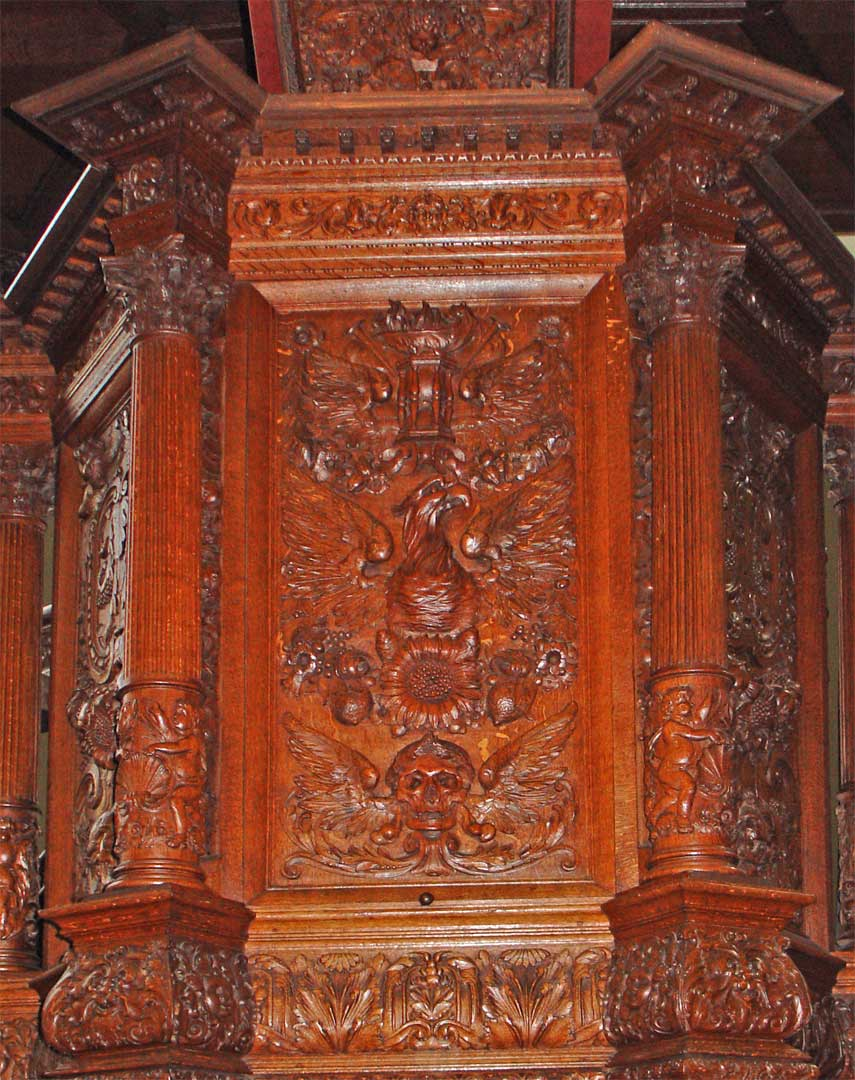
Preekstoel (detail)
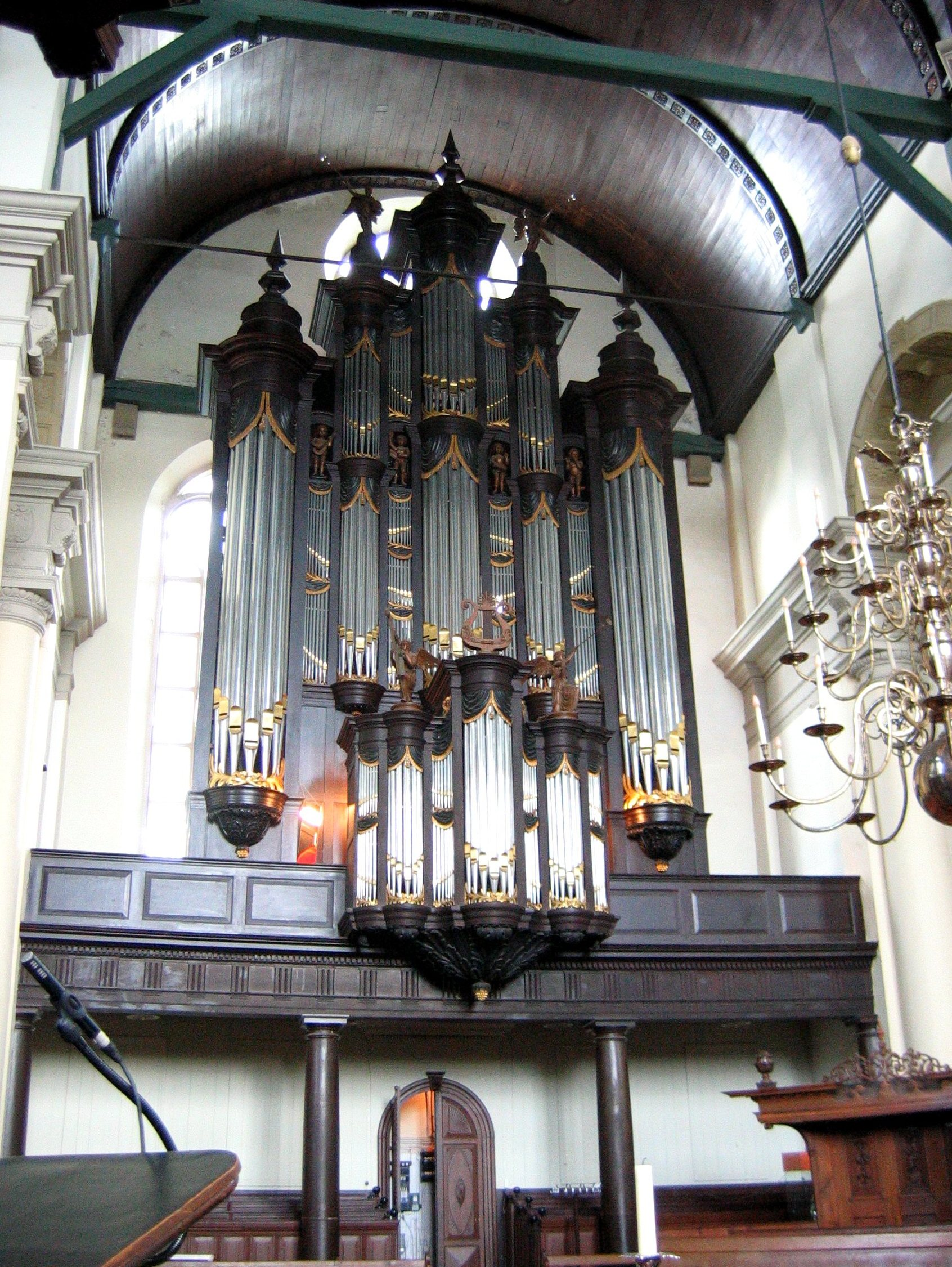
Het Timpe/Van Oeckelen-orgel uit 1831
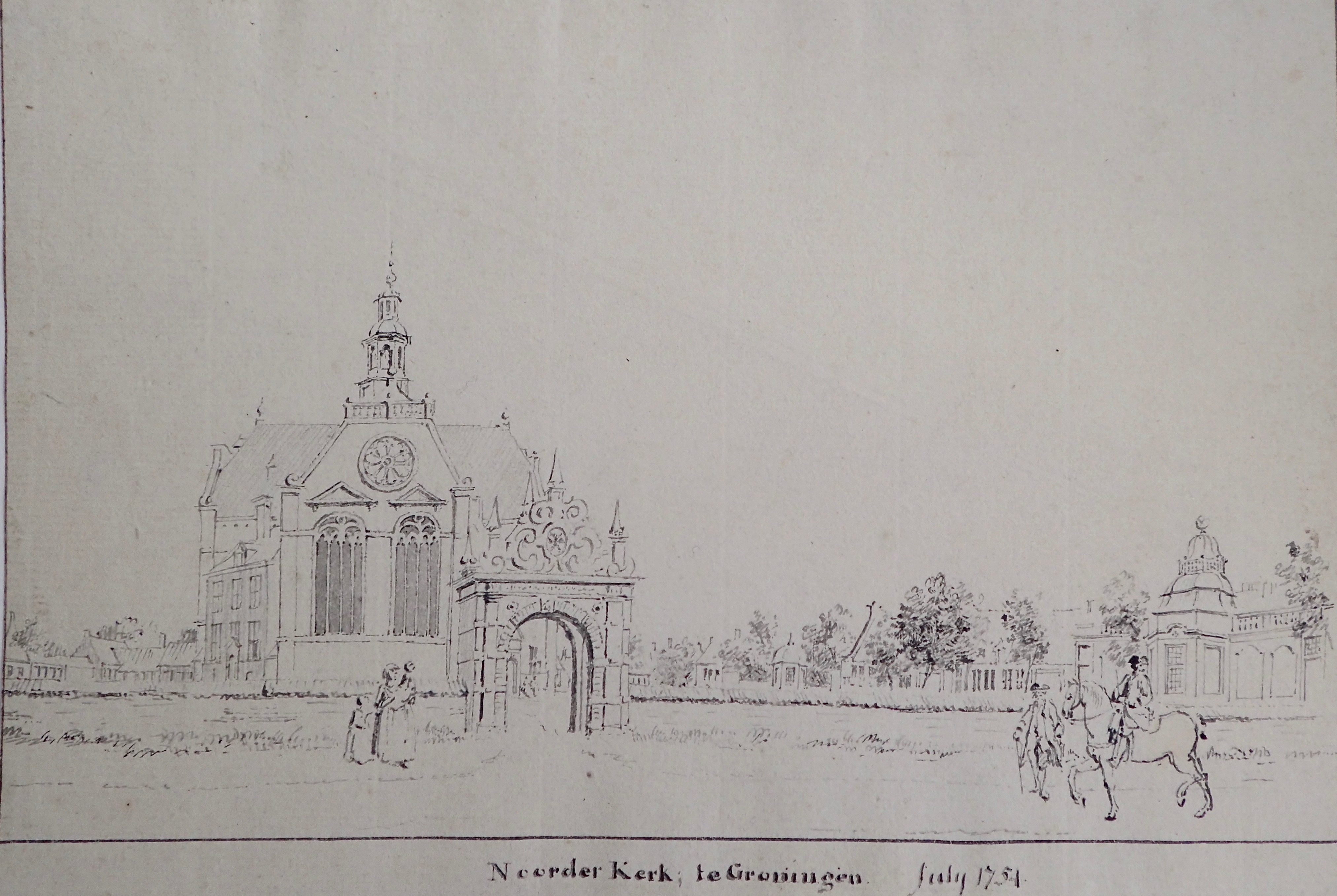
Tekening door Cornelis Pronk (hiervan bevinden zich twee varianten in Gronings Museum)